# Amur
Der Amur (IPA [aˈmuːɐ̯]) oder Heilong Jiang ist ein 2824 Kilometer langer Strom in China und Russland, der in den nördlichen Pazifik mündet.

## Etymologie
Amur (russisch Аму́р) von ewenisch Tamur für Großer Fluss; Heilong Jiang von chinesisch 黑龍江 / 黑龙江, Pinyin Hēilóng Jiāngⓘ – „Schwarz-Drachen-Strom“ – für Fluss des Schwarzen Drachen.

## Verlauf
Der Fluss entsteht 61 Kilometer westlich von Mohe durch den Zusammenfluss des Argun und der Schilka.
Nach dieser Flusshochzeit fließt der Amur auf knapp 2000 Kilometern Länge als Grenzfluss nach Südosten. Er nimmt das Wasser von Bureja, Huma He, Seja und Songhua Jiang (Sungari) auf. Vor dem Sichote-Alin („Küstengebirge“) knickt er im chinesisch-russischen Tiefland nach Nordosten ab. Oberhalb von Chabarowsk mündet der Ussuri ein, und der Amur fließt nun bis zur Mündung auf russischem Gebiet. Weiter in Richtung Nordosten fließend, nimmt er das Wasser des Amgun auf.
Der Amur mündet leicht östlich von Nikolajewsk in den Tatarensund, eine Meeresstraße zwischen dem Ochotskischen und dem Japanischen Meer am Nordwest-Rand des Pazifik. Die Flussmündung liegt weiter östlich dem nördlichen Ende der Insel Sachalin gegenüber.

## Schifffahrt
Der Amur ist auf seiner gesamten Länge schiffbar.
Die bei Komsomolsk gemessenen Wassermengen (im März durchschnittlich 984 m³/s, im September dagegen 20.702 m³/s; langjähriger Schnitt 9.819 m³/s) stammen aus einem Einzugsgebiet von 1.730.000 km².

## Flusssystem Amur
Zusammen mit dem linken Quellfluss des Amurs, der Schilka, und deren rechtem Quellfluss, dem Onon, entsteht der 4411 Kilometer lange Flusslauf Onon-Schilka-Amur; gemeinsam mit dem rechten Amur-Quellfluss Argun bildet sich der 4444 Kilometer lange Flusslauf Argun-Amur. Am Argun liegt Hailar (heute: Stadtbezirk von Hulun Buir) und etwa 150 Kilometer westlich davon befindet sich der Hulun-See (Hulun Nur), der eigentlich keinen Kontakt zum von ihm aus gesehen weiter östlich fließenden Argun hat. In besonders niederschlagsreichen Jahren kommt es vor, dass dieser See, der normalerweise abflusslos ist, an seinem Nordufer überläuft, um nach etwa 30 Kilometern in den Argun zu münden. Dadurch bekommt der in diesen See mündende Cherlen (Kerulen) eine Verbindung zum Argun, der von dort an in seinem Unterlauf auf 944 Kilometern Länge die chinesisch-russische Grenze bildet und anschließend in den Amur übergeht, so dass dann der 5052 Kilometer lange Flusslauf Kerulen-Argun-Amur entsteht.
Der reine Amur-Fluss ist mit 2824 Kilometern etwa so lang wie die Donau. Der Kerulen-Argun-Amur-Flusslauf ist der siebtlängste der Erde.

## Orte am Fluss
- Mohe – Grenzort in China
- Blagoweschtschensk – Grenzort und Oblasthauptstadt in Russland
- Heihe – bezirksfreie Stadt in China
- Aigun – Grenzort in China
- Sijiazi – mandschurische Grenzgemeinde in China
- Tongjiang – kreisfreie Stadt in China
- Chabarowsk – Regionshauptstadt in Russland
- Komsomolsk am Amur – Großstadt in Russland
- Nikolajewsk am Amur – Stadt in Russland

## Geschichte
In der ersten mit einer europäischen Macht getroffenen Vereinbarung Chinas, im Vertrag von Nertschinsk, erkannte Russland am 6. September 1689 das Gebiet beiderseits des Amur als chinesisches Hoheitsgebiet an. 1858, mit dem Vertrag von Aigun, wurde der Amur Grenze zwischen beiden Staaten. Allerdings gab es an diesem Grenzabschnitt in der (jüngeren) Vergangenheit mehrere Grenzkonflikte.

## Natur
Das Amurbecken, in dem die Nadelwälder der Taiga auf die Busch- und Sumpflandschaft der Tundra treffen, ist eine Region mit einer großen Biodiversität. Hier kommen Sibirischer Tiger, Wolf, Luchs, Braunbär und Elch ebenso vor wie Sibirisches Reh, Amurleopard, Kragenbär, Mandarinente und Asiatischer Paradiesschnäpper. Es ist außerdem ein wesentliches Gebiet für die asiatischen Kraniche, und jedes Jahr machen in dieser Region sechs verschiedene Kranicharten Station. Außerdem brüten hier der Mandschurenkranich und der Weißnackenkranich.